# 素艾哥洛县
素艾哥洛县，一译双溪哥乐县，是泰国南部那拉提瓦府的一个县。总面积138.3平方公里，总人口69757人，人口密度504.4人/平方公里（2005年）。

## 行政区划
素艾哥洛县辖有4个区，19个村。